# Vladimir Ivanov Ivanov
Vladimir Ivanov Ivanov (in bulgaro Владимир Иванов Иванов?; Sofia, 6 febbraio 1973) è un ex calciatore bulgaro, di ruolo difensore.

## Palmarès

### Giocatore

#### Competizioni nazionali
- Campionato bulgaro: 2

Slavia Sofia: 1995-1996
Levski Sofia: 2001-2002
- Coppa di Bulgaria: 3

Slavia Sofia: 1995-1996
Levski Sofia: 1997-1998, 2001-2002
- Supercoppa di Bulgaria: 1

Lokomotiv Plovdiv: 2004

### Allenatore

#### Competizioni nazionali
- Coppa di Bulgaria: 1

Slavia Sofia: 2017-2018